# Факультет прикладной математики — процессов управления Санкт-Петербургского государственного университета
Факультет прикладной математики — процессов управления Санкт-Петербургского государственного университета.

## О факультете

### История факультета
Датой основания факультета прикладной математики — процессов управления (ПМ-ПУ) считается 10 октября 1969 года

.
В состав учебно-методического совета под председательством академика В. В. Новожилова входили ректор ЛГУ, академик АН СССР К. Я. Кондратьев, академики АН СССР Н. Н. Красовский, Ю. В. Линник, А. Н. Тихонов, академик АН БССР Н. П. Еругин, профессора Н. Г. Баринов, В. И. Зубов, Р. А. Нелепин, доценты Н. Е. Кирин, В. П. Скитович.
Первым деканом факультета стал чл.-корр. АН СССР Владимир Иванович Зубов. В 1971 году деканом факультета был назначен профессор Николай Георгиевич Баринов. В 1975 году — на первых выборах — деканом был избран Леон Аганесович Петросян.
Являясь признанным научным центром, ПМ-ПУ проводит многочисленные семинары и конференции международного уровня. В 2000 году на факультете проходил одиннадцатый международный семинар IFAC International Workshop «Control Applications of Optimization», в 2002 году десятый международный симпозиум по динамическим играм и приложениям (The tenth International Symposium on Dynamic Games and Applications). С 2007 года ежегодно проходит международная конференция «Game Theory and Management», организованная совместно с Высшей школой менеджмента СПбГУ. На конференциях и с публичными лекциями выступали лауреаты Нобелевской премии Роберт Ауманн, Джон Нэш, Райнхард Зелтен, Роджер Майерсон, Финн Кидланд и другие известные ученые.

### Образовательная и научная спецификация
Ключевые направления научных исследований:
1. информационные поиск и безопасность
2. механика управляемого движения, деформируемого твердого тела, а также квантовая и био-механика
3. программирование (не)линейное, компонентное, процедурное, модульное, объектно-ориентированное; микро- и многопроцессорные системы
4. ситуации равновесия в механике и экономике
5. оптимальное управление наземными, летающими, водными, лесными, надводными и подводными объектами
6. устойчивость

### Факультет сегодня
В настоящее[когда?] время на факультете прикладной математики — процессов управления обучается более 1400 студентов дневной, 215 — вечерней и 50 — заочной формы обучения, 150 аспирантов, в том числе около 50 иностранных студентов[обновить данные]. На факультете работают 230 штатных преподавателей, из них 64 профессора и 103 доцента; 175 преподавателей имеют учёную степень кандидата или доктора наук. В учебном процессе участвуют также внештатные приглашённые специалисты и преподаватели экономического, философского, исторического и психологического факультетов, а также кафедр военного обучения, иностранных языков и физической культуры.
В состав факультета входит 21 кафедра. Руководящим органом факультета является его Учёный Совет.
На факультете находятся НИИ Вычислительной математики и процессов управления им. В. И. Зубова и Центр теории игр, основанный Российским отделением Международного общества динамических игр.
Большинство кафедр устраивают конференции и выезды в другие университеты мира для участия в их конференциях, обмене опытом.

Студгородок СПбГУ

Общежития факультета расположены в студенческом городке (Campus), который находится в 15-ти минутах ходьбы от самого факультета. В студенческом городке есть спортивные площадки, магазин, тренажёрный зал, дом культуры СПбГУ «Шайба».

### Известные выпускники
- Гребенщиков Борис Борисович - советский и российский поэт, музыкант, композитор, певец, гитарист. Основатель и лидер рок-группы «Аквариум». Один из родоначальников рок-музыки на русском языке.
- Мазалов Владимир Викторович - российский учёный-математик, профессор, доктор физико-математических наук.
- Константинов Николай Николаевич -  советский и российский математик и педагог.
- Петросян Леон Аганесович - советский и российский математик, декан факультета ПМ-ПУ.
- Лихачёв Андрей Николаевич - генеральный директор АО «Рублево-Архангельское», бывший генеральный директор ОАО «МОЭК», ОАО «ТГК-1», ОАО «Ленэнерго», вице-губернатор Санкт-Петербурга.
- Росов Владимир Андреевич - российский историк-востоковед, кандидат философских наук, доктор исторических наук, заведующий отделом наследия Рерихов Музея Востока.
- Мун Михаил Валерьевич - российский радиоведущий, известен в первую очередь как игрок «Что? Где? Когда?».
- Васильев Игорь Владимирович - российский политический и государственный деятель.

## Учёба на факультете[8]

### Основной задачей сотрудники факультета ставят подготовку специалистов
- имеющих фундаментальное образование в традициях классического российского университета
- владеющих современными вычислительными и информационными технологиями
- умеющих ставить и решать актуальные задачи прикладного характера
- способных к личностному и карьерному росту

### Специальности и направления
Факультет готовит бакалавров (дневное отделение — 4 года) и магистров (дневное отделение — 2 года), по направлениям:
- «Прикладная математика и информатика»
- «Прикладные математика и физика» (только магистров)
- «Фундаментальные информатика и информационные технологии»
- «Системный анализ и управление»

### Кафедры
На факультете 21 кафедра:
1. Кафедра теории управления
2. Кафедра механики управляемого движения
3. Кафедра вычислительных методов механики деформируемого тела
4. Кафедра математической теории игр и статистических решений
5. Кафедра высшей математики
6. Кафедра математического моделирования энергетических систем
7. Кафедра информационных систем
8. Кафедра управления медико-биологическими системами
9. Кафедра моделирования экономических систем
10. Кафедра математической теории моделирования систем управления
11. Кафедра математической теории микропроцессорных систем управления
12. Кафедра теории систем управления электрофизической аппаратурой
13. Кафедра технологии программирования
14. Кафедра моделирования социально-экономических систем
15. Кафедра диагностики функциональных систем
16. Кафедра моделирования электромеханических и компьютерных систем
17. Кафедра математической теории экономических решений
18. Кафедра фундаментальной информатики и распределенных систем[9]
19. Кафедра компьютерных технологий и систем
20. Кафедра компьютерного моделирования и многопроцессорных систем
21. Кафедра информационных и ядерных технологий

## Печатные издания факультета
- Вестник СПбГУ. Прикладная математика, информатика, процессы управления. Ежеквартальный научный журнал, выходит с 2004 года
- Математическая теория игр и её приложения. Ежеквартальный научный журнал, выходит с 2010 года
- «Процессы управления и устойчивость». Ежегодное издание (по результатам научной конференции в рамках недели ПМ-ПУ)
- «ПМ-Open». Студенческая газета, выпускаемая Профбюро на факультете ПМ-ПУ, выходит с весны 2002 года. Распространяется бесплатно.